# リモージュ琺瑯

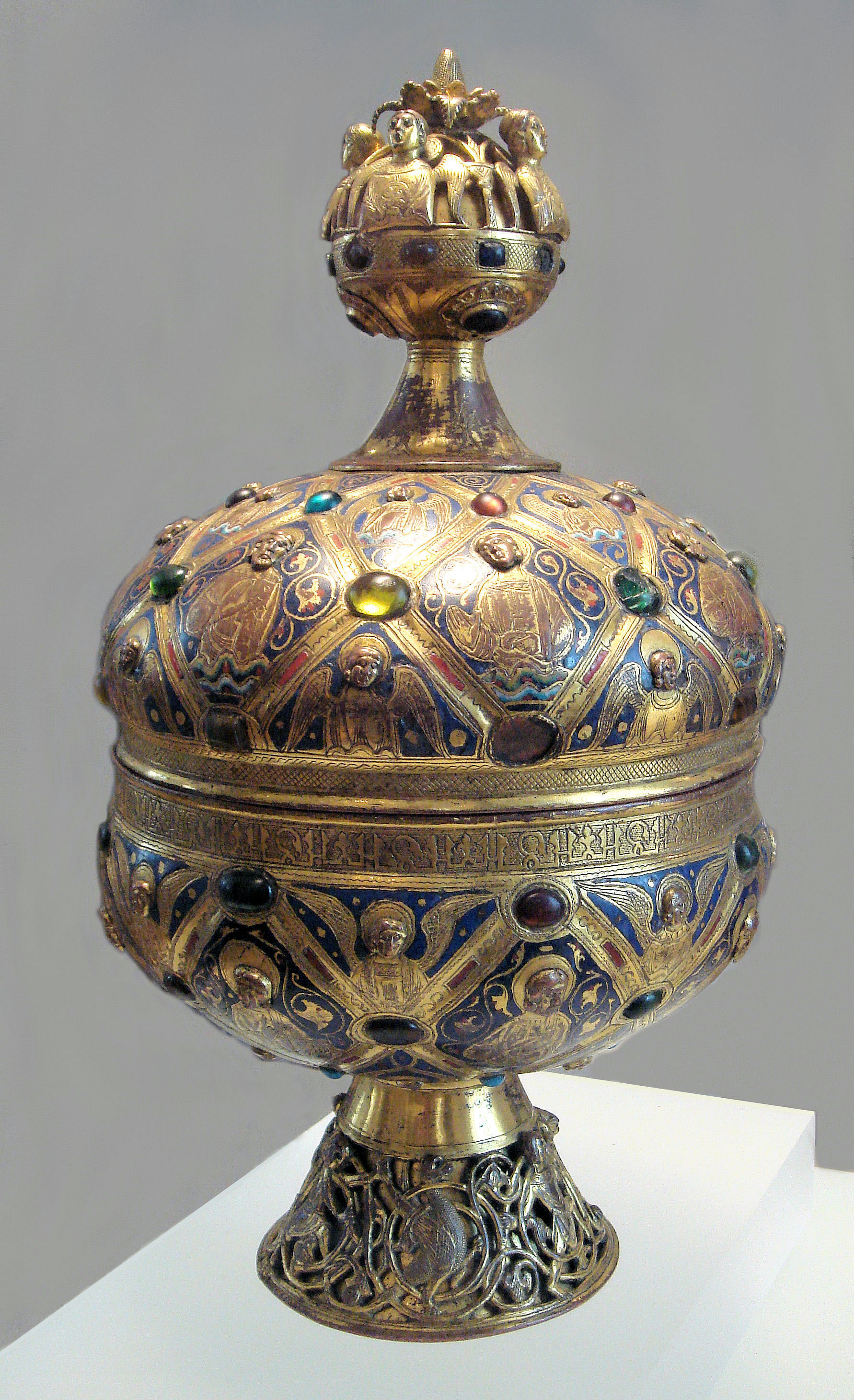
シャンルヴェ技法によるリモージュ琺瑯のチボリウム。中央の縁には擬クーフィー様式が見られる。 1200年

リモージュ琺瑯 (リモージュほうろう、英語: Limoges enamel, フランス語: Émail de Limoges) はフランスのリモージュで制作された琺瑯製品である。リモージュは12世紀までヨーロッパにおける琺瑯製品生産の中心地であり、リモージュで制作された琺瑯製品は「オープス・ドゥ・リモージア (Opus de Limogia)」や「レイボール・リモージェ (Labor Limogiae)」として知られていた。リモージュは大規模なシャンルヴェ製作で有名になり、15世紀よりグリザイユ技法を用いた色彩豊かな作品により高く評価されてきた。しばらくすると、シャンルヴェ技法による銘板やシャス (美術)、聖骨箱は次第に大量生産されるようになり教会や貴族も入手可能になった。しかし、最高品質のシャンルヴェ製品はモサン渓谷地域が制作しており、後にパリのバスタイユ技法による琺瑯製品が市場を席巻した。
リモージュ琺瑯は通常銅を加工容器として用いるが、銀製品や金製品を加工容器として用いることもあった。使用する材料の耐久性の高さから保存に向いており、より安価な銅製のリモージュ琺瑯は貴金属で制作された宮廷の作品よりもはるかに良い保存状態を保っている。
初期のリモージュ琺瑯の数点に擬クーフィー様式が見られる。「リモージュ琺瑯の装飾様式であり、アキテーヌ地域圏で長期間にわたって見られた」。

## ギャラリー

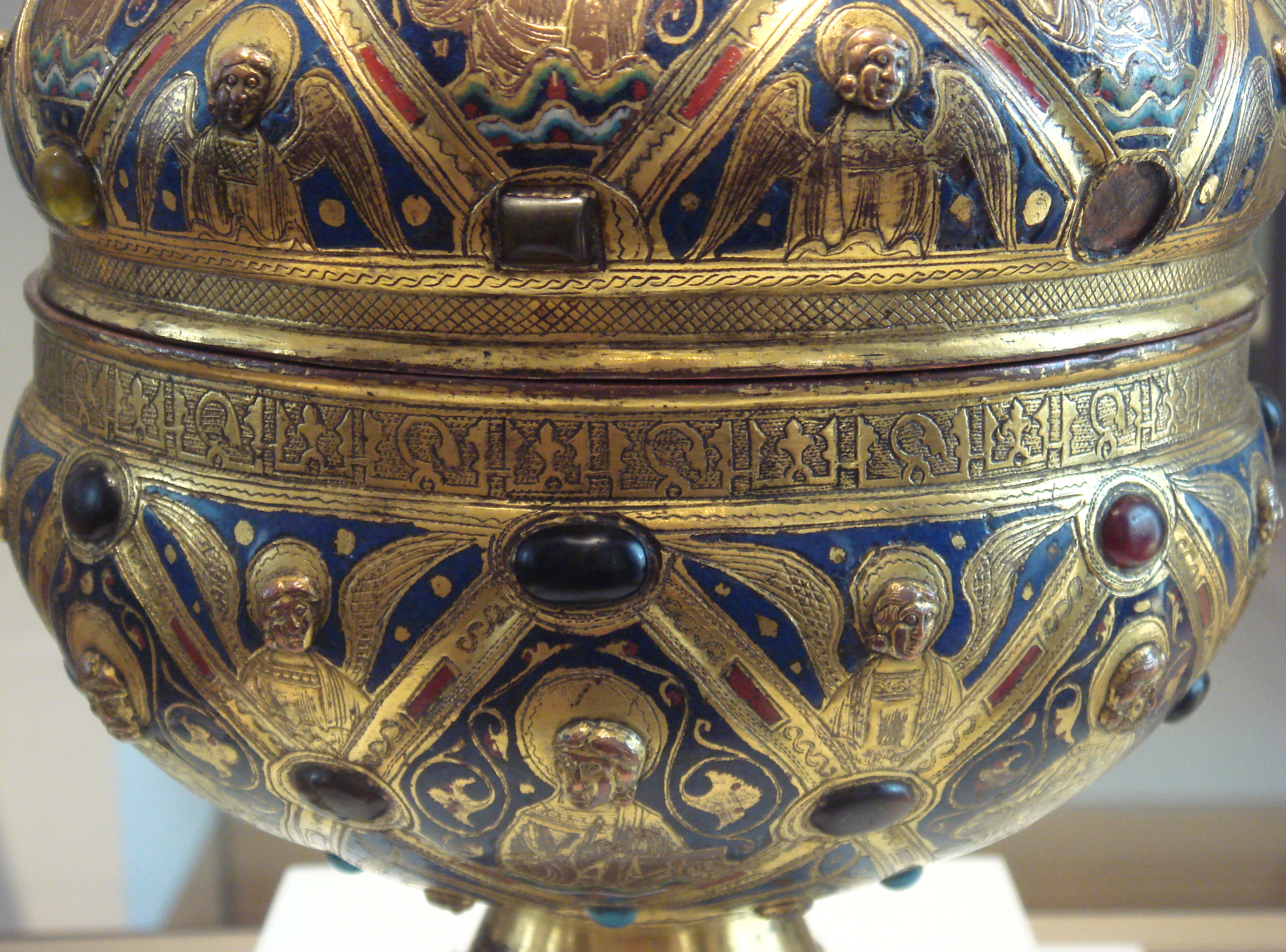
擬クーフィー様式を施したリモージュ琺瑯のチボリウム, 1200年頃
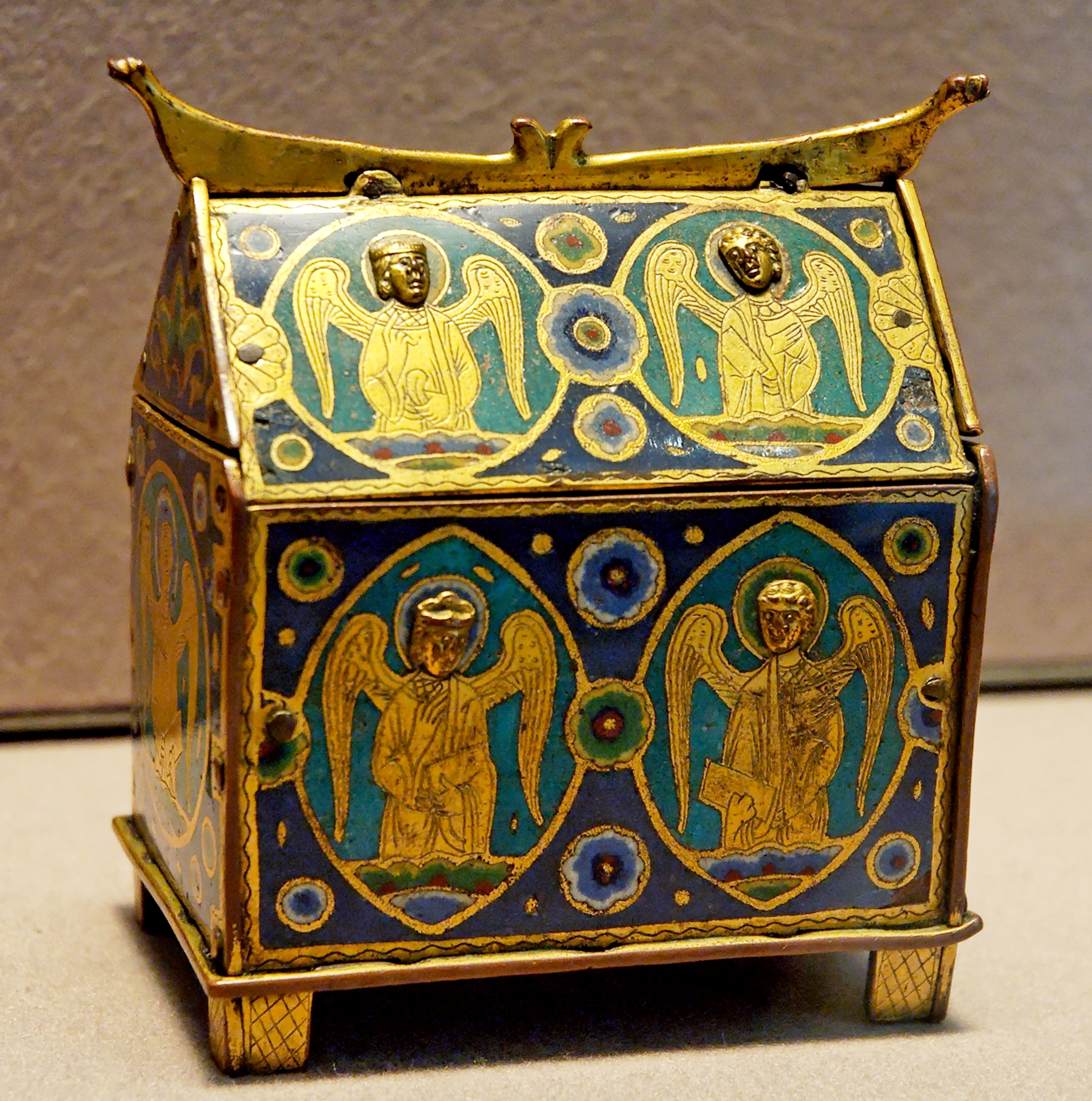
13世紀のシャス
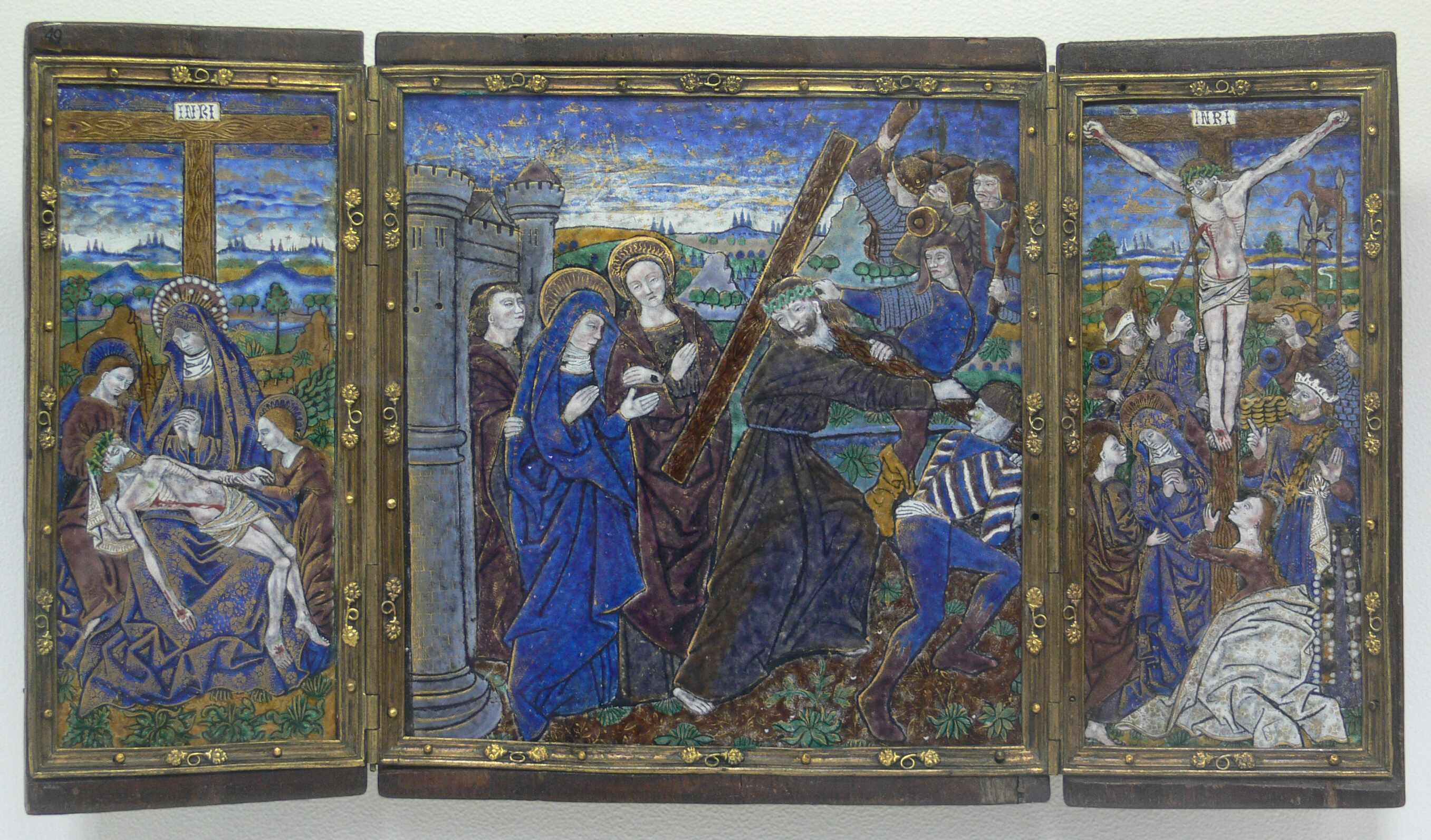
15世紀後半の三連祭壇画
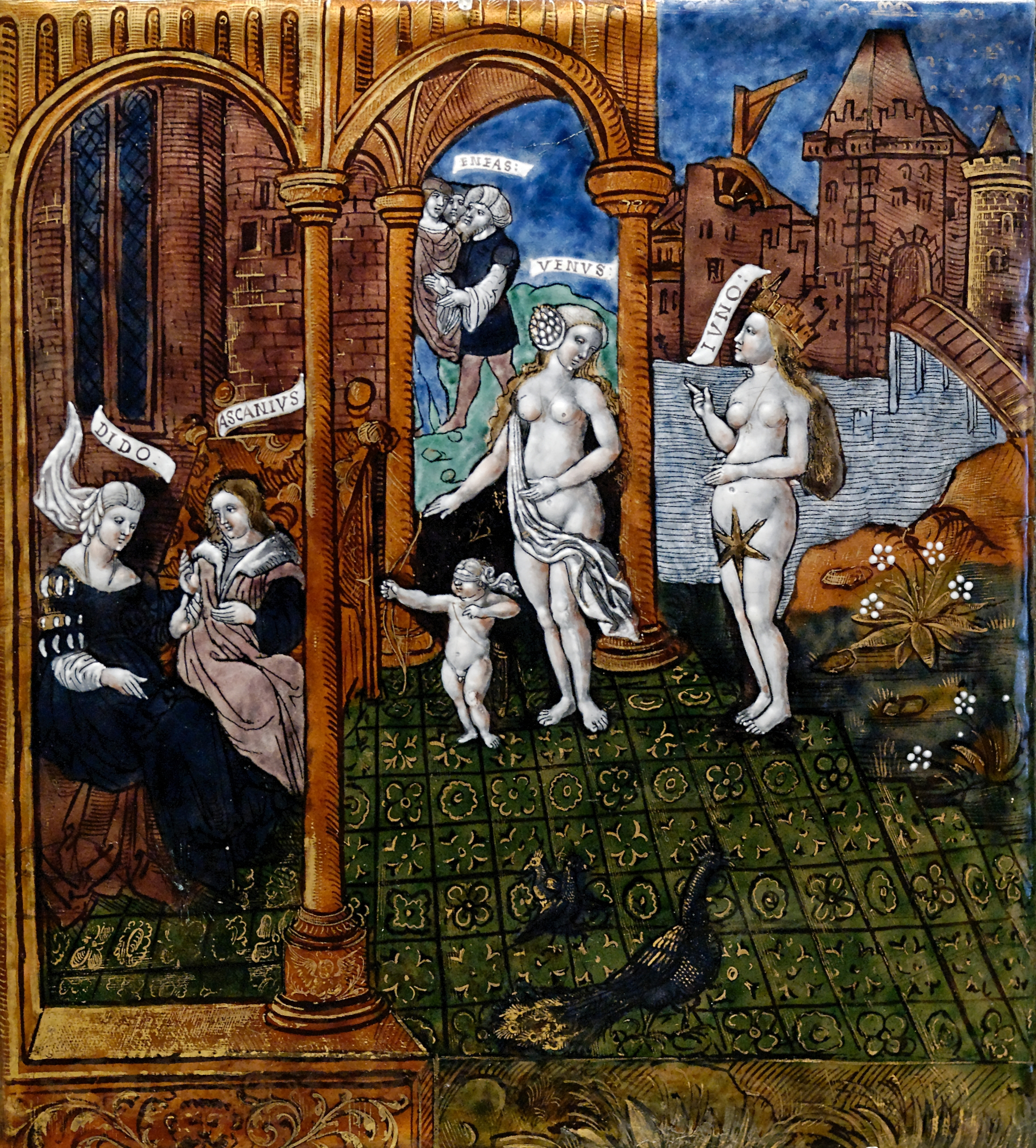
彩飾が施された銘板、1530年
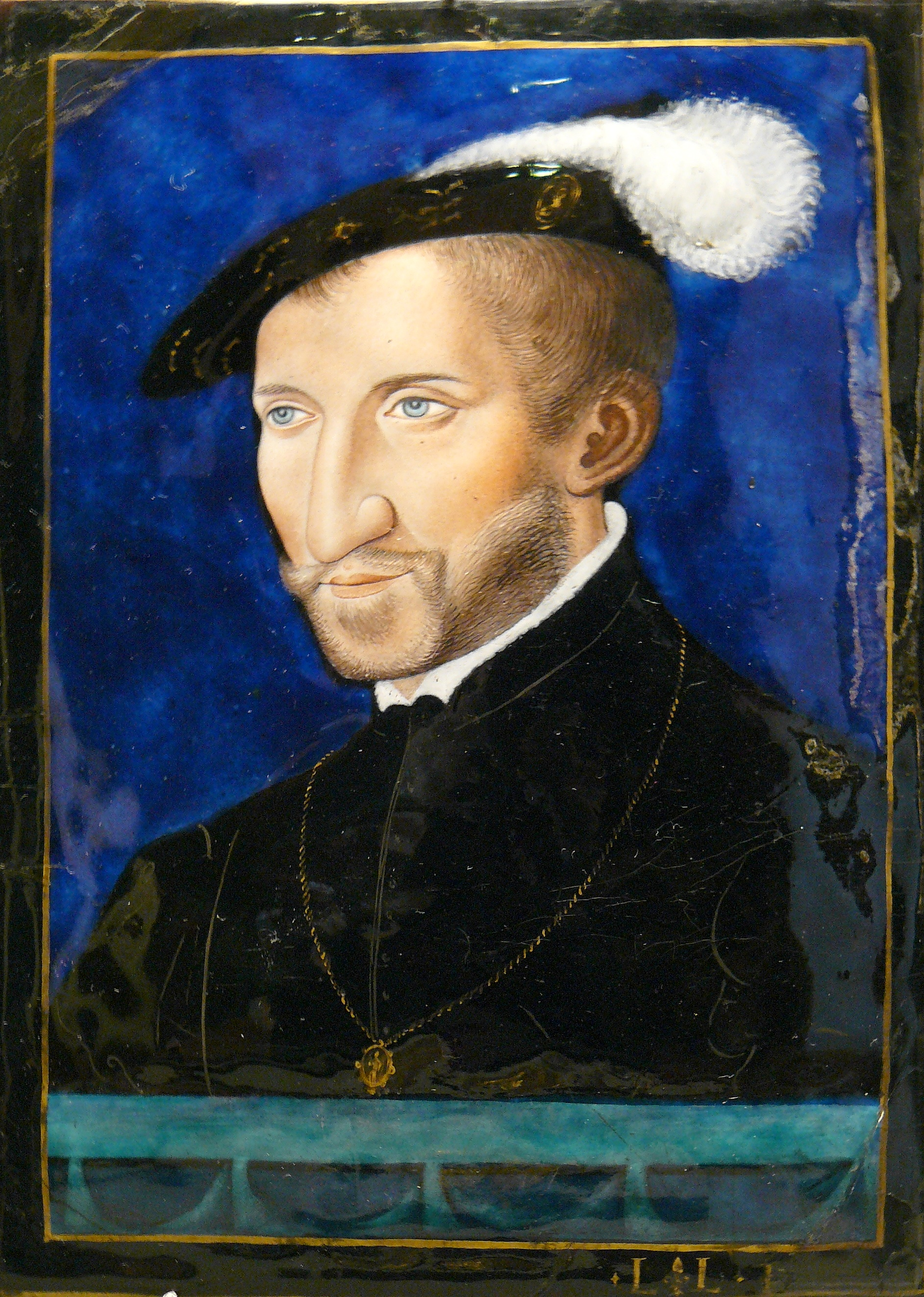
16世紀の肖像の銘板
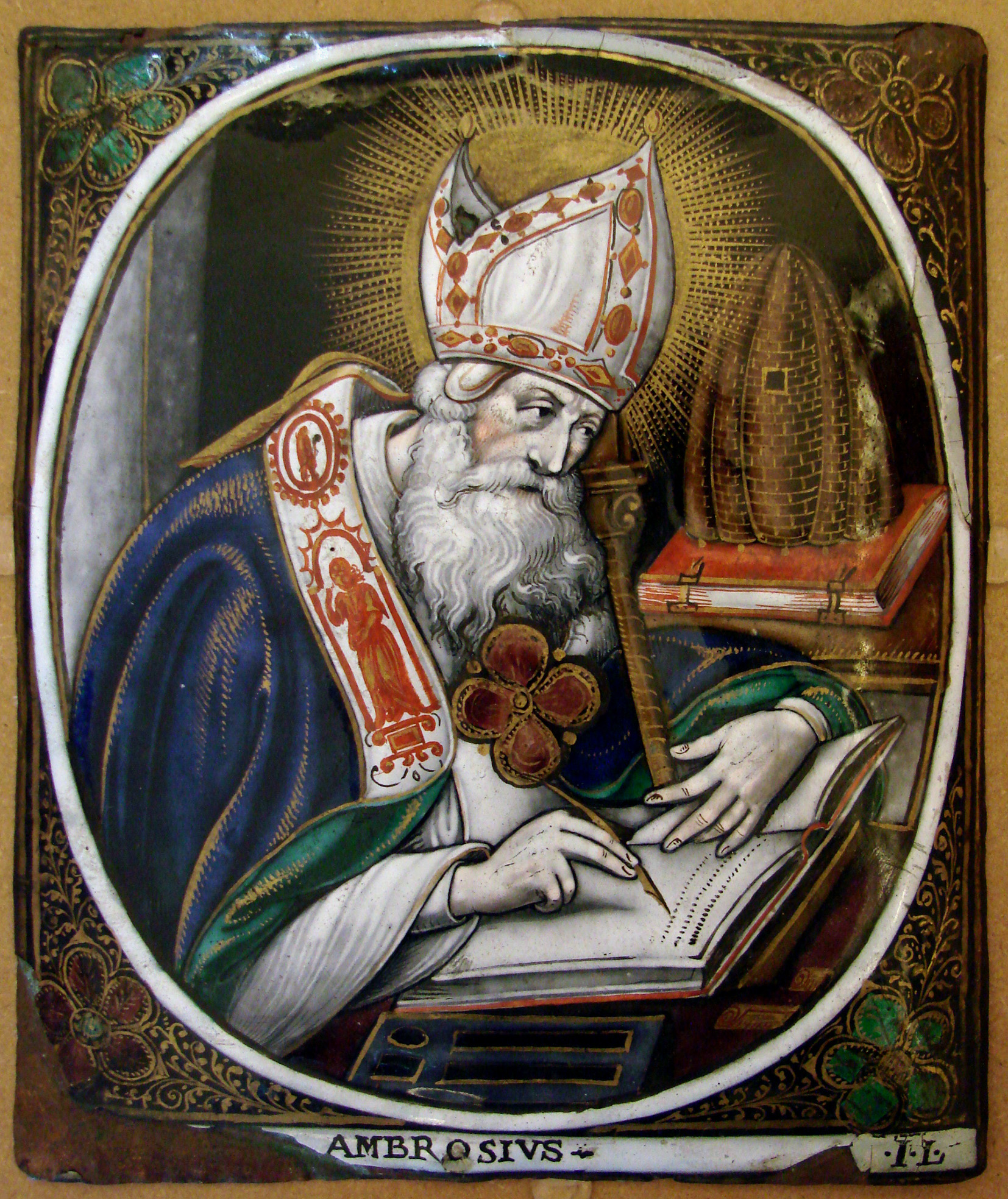
17世紀の彩飾が施された銘板
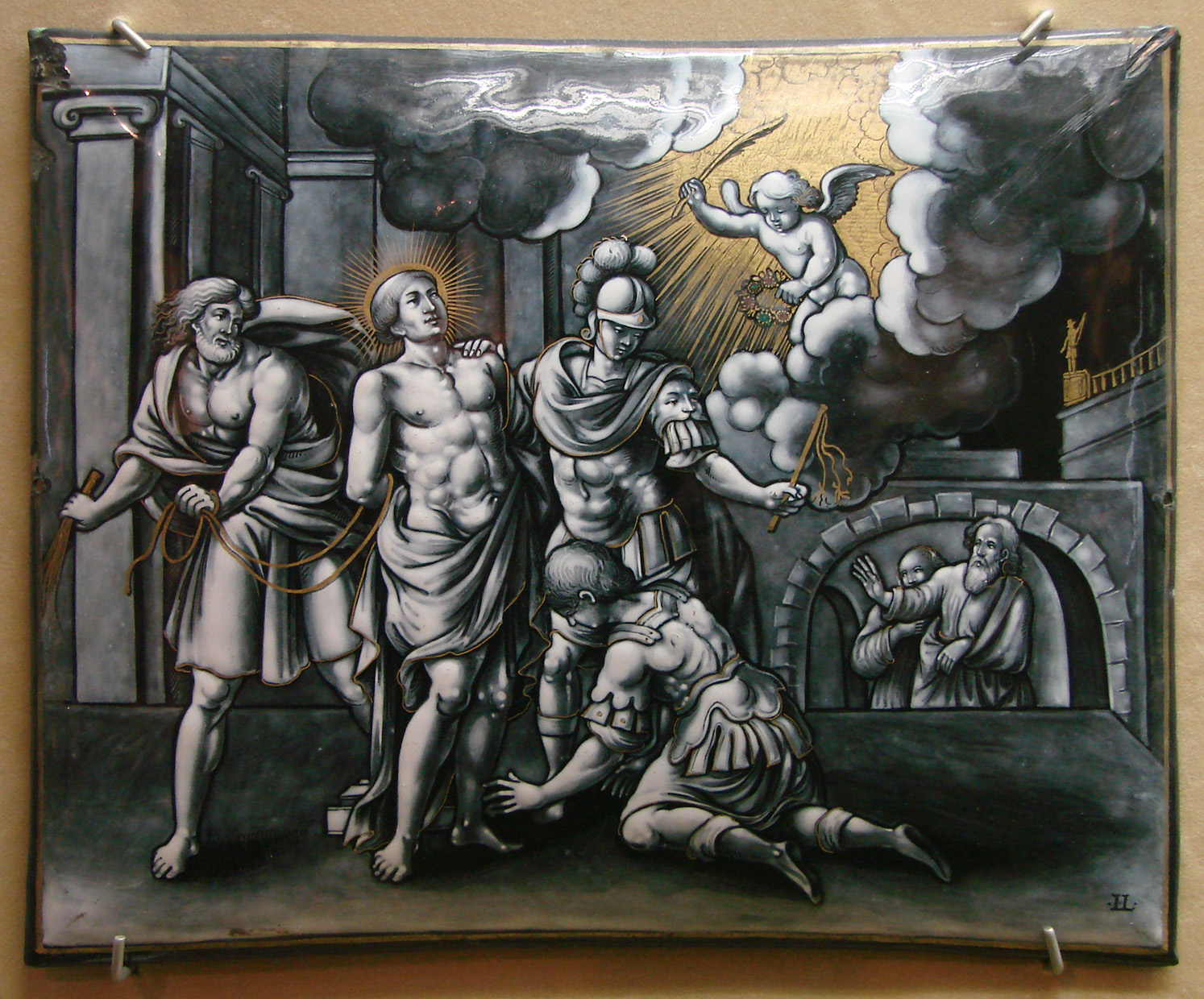
17世紀の彩飾が施されたグリザイユの銘板
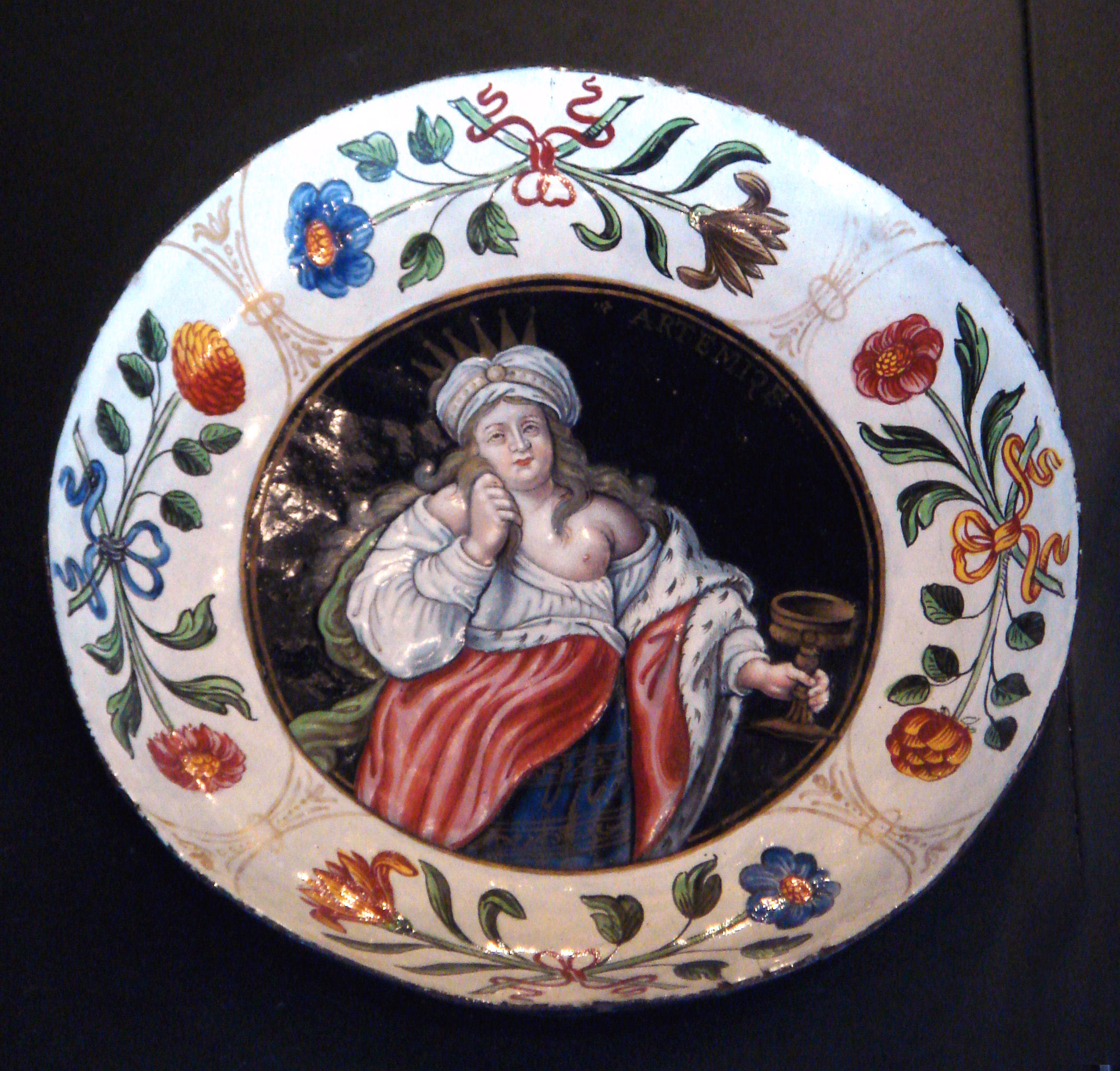
リモージュ琺瑯による銅製の皿, 1700年頃